# Stara Synagoga w Katowicach
Stara Synagoga w Katowicach (niem. Alte Synagoge in Kattowitz) – nieistniejąca synagoga, która znajdowała się w Katowicach na rogu dzisiejszych ulic 3 Maja i J. Słowackiego w Śródmieściu.

## Historia

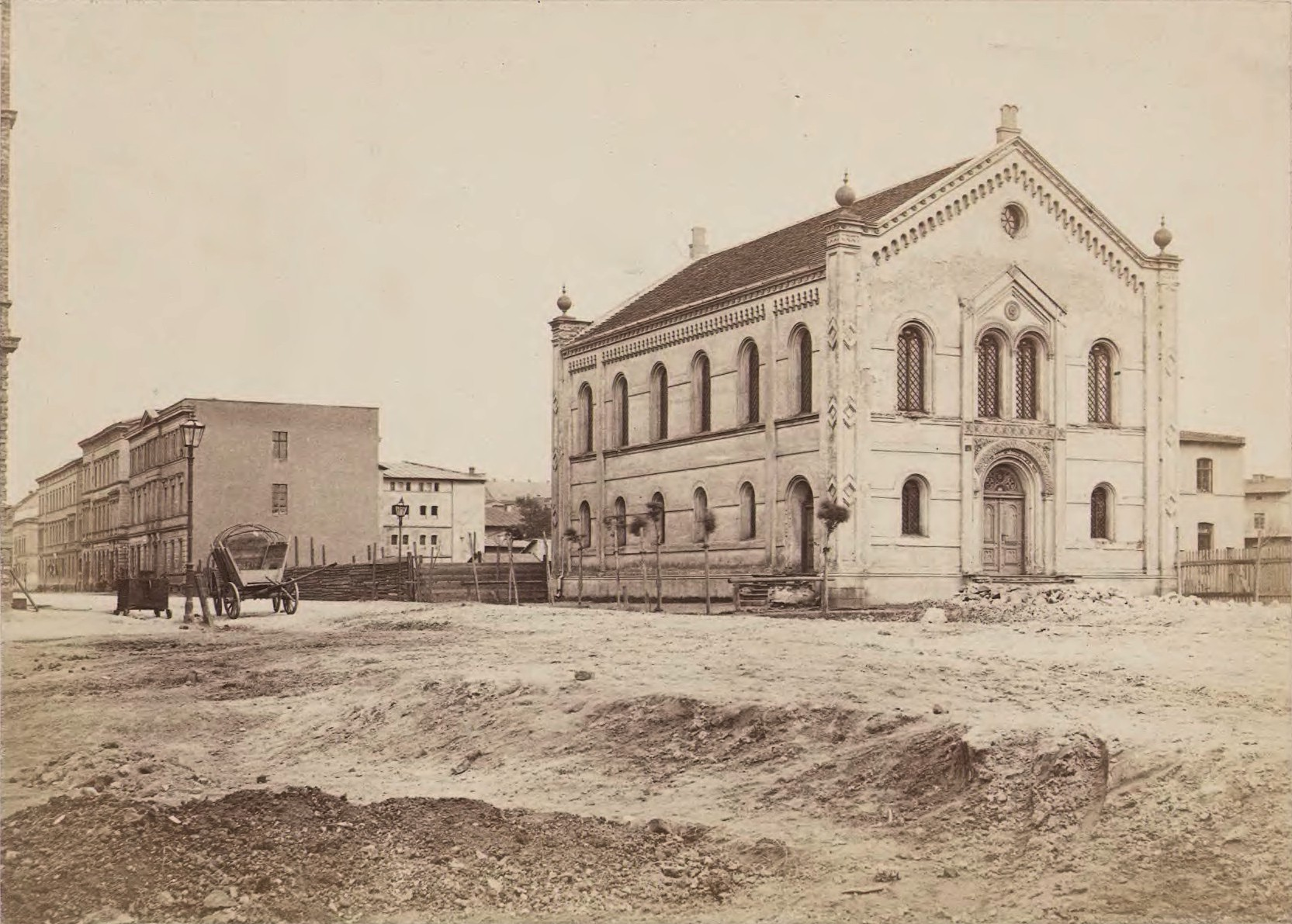
Synagoga przed rozbudową przy Grundmannstraße (ok. 1872)

Koncepcja budowy pierwszej synagogi w Katowicach narodziła się w latach 60. XIX wieku. W 1861 roku Żydzi otrzymali od administracji dóbr dworskich Tiele-Wincklerów parcelę pod budowę synagogi. W tym samym roku żydowski architekt i budowniczy Ignatz Grünfeld dostarczył projekt planowanego budynku. Prawdopodobnie architekt wzorował się na synagodze w Wolfhagen.
Budowa synagogi została ukończona w 1862 roku. Sala główna mogła pomieścić łącznie 320 osób, 200 w głównej sali modlitewnej i 120 w galeriach dla kobiet. Oficjalne otwarcie miało miejsce 4 września 1862 roku, kiedy to uroczyście wniesiono zwoje Tory przechowywane w domu Simona Goldsteina. Po 10 latach okazało się, że synagoga jest za mała i nie może pomieścić ciągle rosnącej liczby wiernych. W latach 1882–1883 została znacznie rozbudowana i nabrała nowych kształtów. Do zachodniej elewacji dobudowano korpus poprzeczny zwieńczony okazałą kopułą. Liczba miejsc wzrosła do 282 dla mężczyzn i 221 dla kobiet, a uroczyste ponowne otwarcie synagogi odbyło się 20 kwietnia 1883 roku.
Po wybudowaniu Wielkiej Synagogi w 1900 roku, synagoga została sprzedana Paulowi Frantziochowi, który ją wyburzył. Wkrótce na jej miejscu wzniesiono wielką secesyjną kamienicę.

## Architektura
Murowany, piętrowy budynek synagogi wzniesiono na planie prostokąta, w stylu neoromańskim, z dekoracją arkadową na elewacjach bocznych. Charakterystycznym elementem synagogi były narożne pilastry. We wnętrzu, w zachodniej części znajdował się przedsionek, z którego wchodziło się do głównej sali modlitewnej, z którą z trzech stron otaczały galerie dla kobiet. Sala główna była przyozdobiona w motywy mauretańskie.